# Draco supercluster
De Draco Supercluster is een verre supercluster in het sterrenbeeld Draco (Draak). De supercluster ligt ver buiten het Pisces-Cetus Supercluster Complex, namelijk meer dan 2.000.000.000 lj. 